# Auxa rufoflava
Auxa rufoflava là một loài bọ cánh cứng trong họ Cerambycidae.